# Orvietana Calcio
L'Orvietana Calcio, meglio conosciuta come Orvietana, è una società calcistica italiana con sede nella città di Orvieto (TR). Milita in Serie D, la quarta serie del campionato italiano di calcio.

## Storia
È stata fondata l'11 febbraio 1913 con la denominazione di Unione Sportiva Orvietana (detta anche più semplicemente USO), anche se l'inizio ufficioso della sua attività agonistica risale al 1910. Il primo presidente fu il conte Vittorio Ravizza.
Nel palmarès della squadra, l'apice dei risultati è stato raggiunto con la qualificazione e partecipazione al campionato di Serie C 1947-1948, sotto la guida dell'indimenticabile presidente Luigi Muzi. Nella stagione 1957-1958 fa il suo esordio in prima squadra Mario Frustalupi, nato in città e negli anni settanta per due volte campione d'Italia. Più tardi sarà invece la volta del portiere Graziano De Luca.
Nel 1973 la squadra approda in Serie D; nella stagione 1974-1975 viene invece a mancare il massimo dirigente Muzi, al cui nome è stato dedicato lo stadio di Ciconia dove attualmente gioca la squadra. Da segnalare, nel corso degli anni novanta, la breve parentesi dirigenziale del finanziere Giancarlo Parretti, nonché il derby contro la Ternana nella stagione 1994-1995. Ha militato in Serie D  dalla stagione 2001-2002, raggiungendo due volte i play-off del girone E: nella stagione 2004-2005 li vince, ma non viene ripescata nella serie superiore; nel 2007-2008 viene eliminata al secondo turno dall'Armando Picchi.
Dopo 10 anni ininterrotti in Serie D, l'Orvietana retrocede prima in Eccellenza nella stagione 2011-2012, perdendo i play-out contro il Pontevecchio e poi in Promozione nella stagione successiva, dopo la sconfitta ai play-out contro il San Venanzo.
Dopo un decennio di risultati altalenanti, nella stagione 2021-2022 i biancorossi dominano il campionato di Eccellenza Umbria e conquistano, dunque, il ritorno in Serie D.
Sia nella stagione 2022-2023 che nella stagione 2023-2024 i biancorossi riescono nell'impresa di restare in Serie D.  

## Colori e simboli
I colori sociali sono bianco e rosso.

## Organigramma societario
- Roberto Biagioli - Presidente
- Severino Capretti  - Direttore Sportivo
- Ferdinando Di Genua- Addetto Stampa Settore Giovanile
- Matteo Panzetta- Direttore Generale
- Marco Gobbino- Addetto Stampa
- Salvatore De Bellis & Michele Giorgi -Fisioterapisti
- Antonio Rizzolo - Allenatore
- Rebecca Animobono- Social media manager
- Andrea D'Intino- Preparatore Atletico
- Giulio Di Antonio- Allenatore dei Portieri
- Gianfranco Cencioni- Magazziniere
- Elio Petrangeli- Dirigente Accompagnatore
- Lorenzo Cortoni- Dirigente Accompagnatore

## Palmarès

### Competizioni regionali
- Campionato italiano di terza divisione: 1

1930-1931 (girone B)
- Prima Divisione: 1

1946-1947
- Seconda Categoria: 1

1960-1961
- Prima Categoria: 3

1966-1967, 1971-1972, 1975-1976
- Promozione: 1

1992-1993
- Eccellenza: 3

1997-1998, 2000-2001, 2021-2022

### Altri piazzamenti
- Coppa Italia Serie D:

Semifinalista: 2003-2004

## Statistiche e record

### Partecipazione ai campionati
Dall'ingresso nei campionati gestiti dalla FIGC nel 1929, l'Orvietana è rimasta inattiva per 10 stagioni.

#### Campionati nazionali
| Livello | Categoria                       | Partecipazioni | Debutto   | Ultima stagione | Totale |
| ------- | ------------------------------- | -------------- | --------- | --------------- | ------ |
| 3º      | Serie C                         | 1              | 1947-1948 | 1947-1948       | 1      |
| 4º      | Serie D                         | 8              | 1967-1968 | 2025-2026       | 8      |
| 5º      | Campionato Nazionale Dilettanti | 2              | 1994-1995 | 1998-1999       | 13     |
| 5º      | Serie D                         | 11             | 2001-2002 | 2011-2012       | 13     |

#### Campionati regionali
| Livello | Categoria             | Partecipazioni | Debutto   | Ultima stagione | Totale |
| ------- | --------------------- | -------------- | --------- | --------------- | ------ |
| 1º      | Seconda Divisione     | 2              | 1931-1932 | 1932-1933       | 48     |
| 1º      | Prima Divisione       | 8              | 1941-1942 | 1951-1952       | 48     |
| 1º      | Promozione            | 19             | 1952-1953 | 1989-1990       | 48     |
| 1º      | Campionato Dilettanti | 2              | 1957-1958 | 1958-1959       | 48     |
| 1º      | Prima Categoria       | 7              | 1959-1960 | 1966-1967       | 48     |
| 1º      | Eccellenza            | 10             | 1993-1994 | 2019-2020       | 48     |
| 2º      | Terza Divisione       | 2              | 1929-1930 | 1930-1931       | 13     |
| 2º      | Seconda Categoria     | 1              | 1960-1961 | 1960-1961       | 13     |
| 2º      | Prima Categoria       | 4              | 1980-1981 | 1990-1991       | 13     |
| 2º      | Promozione            | 6              | 1991-1992 | 2016-2017       | 13     |

### Statistiche di squadra
L'Orvietana, con tre promozioni ottenute nei vari campionati in Eccellenza Umbria a cui ha preso parte, detiene il record di essere il club che è stato promosso per più volte. Ha vinto infatti il campionato per due volte (è una delle uniche 4 squadre ad esserci riuscita), mentre nel 1993-1994 è stata ripescata nel Campionato Nazionale Dilettanti 1994-1995.